# سوق ووهان للمأكولات البحرية
سوق ووهان للمأكولات البحرية، (بالصينية: 武汉华南海鲜批发市场) المعروف أيضًا باسم سوق ووهان للمأكولات البحرية للبيع بالجملة، سوق تُبَاع فيه اللحوم الحية والمأكولات البحرية يقع في مقاطعة جيانغهان في مدينة ووهان، خوبَي في الصّين. ذَاعَ صِيت سُوق ووهان وَصارَ مَحَطَّ أنظَار الأجهزة الإعلامية حول العالم بَعدَمَا أُشيرَ إليه على أنَّهُ المّركِزُ وَالمَصْدر الرَئيس لتفشّي جَائِحَة فيروس كورونا (كوفيد-19). أُخْطِرَت مُنَظَّمة الصحة العالمية حول تفشي التهاب رئوي في ووهان بتاريخ 31 ديسمبر 2019. وَكان قَدْ احْتَكَّ مَا يَقْرب مِنْ ثُلُثَي الأفْرَاد البالغ عَدَدُهم إحْدى وَأرْبَعين شَخْصًا، مِمَّن ثَبُت لاحِقًا إصْابتُهم بعَدوى فيروس كورونا (كوفيد-19) بأشْخَاصَ آخرين يَعْمَلون في نَفْسِ السُوق أو كانوا عَلى مَقْرُبَة مِنه، وذلك بُعَيدَ إجْرَاء تَحَاليلَ مِخْبَرية أَكَّدَت إصابتهم بالعدوى بتاريخ 2 كانون الثاني/يناير 2020. أغلقت سوق ووهان للسماح باتخاذ الإجراءات الصحية وَتَعْقيمِه بتاريخ 1 كانون الأول/يناير 2020. ووفقا للمركز الصيني لمكافحة الأمراض والوقاية منها الذي أشار بدوره إلى وجود أدلة على وجود فيروس كورونا (كوفيد-19) في 33 عينة بيئية من أصل 585 عينة تم جمعها من السوق

## وصف السوق
يشغل سوق ووهان مساحة تتجاوز 50,000 متر مربع وفيه ما يقرب من 1,000 -صاحب عمل- مستأجر. وَأفَادَت التَّقَاريرُ إلى أنَّه كَان أكْبَر سُوق بيع بالجملة للمأكولات البحرية وَسْطَ الصين، حَيثُ كانت تُبَاع الحَيوانات البَرِّيَة في الجَانِبِ الغَرْبيّ مِنْه. يقع سوق ووهان في المنطقة الحديثة من المدينة قريبا من المحلات التجارية والتجمعات السكنية، على بعد قِطَّاعَين فقط من محطة سكة حديد هانكو [الإنجليزية].
اجتاز السوق عّمِليات التفتيش الرَّسمية في المدينة في أواخر عام 2019 وفقًا لصحيفة وول ستريت جورنال. ومع ذلك، ذَكَرتْ صحيفة التايم أن الظروف في السوق كانت غير صحية. احتوى السوق على مَمَرَّاتٍ ضَيقَة وأكشاك متقاربة من بعضها البعض، حَيث وُضَعَت المواشي الحَيَّة جنبا إلى جنب مع الحَيوانَات النَّافِقة. ووُفْقًا لصحيفة بيزنس إنسايدر، كّان مِن الشائع أيضًا رُؤية الحَيوَانَات تُذبح وُتسْلخ بصُورة مَكْشُوفَةٍ وَمَرْئيةٍ للعَلَنْ. وذكرت صحيفة نيويورك تايمز أيضًا أَنَّ منظومة الصّرف الصِحّي في السّوق كانت رديئة جدًا، وَنَوَّهْت أيضًا إلى سُوء التَّهويَة وتكدس أكوام القمامة على الأرضيات المبللة.

## منتجات السوق
نظرا للطلب المحلي الغريب على مختلف أنواع الحيوانات، عُرضَت ضمن منتجات السوق مختلف أصناف لحوم الحيوانات البرية (يي وي (بالصينية: 野味)) والحيوانات الأخرى وَهِيَ مِيزَةٌ غيرُ شائعةٍ في مُعْظَمِ أسْواقِ الحَيوانات الحية الصينية. وَأُدْرِجَت على قَائِمَة الأسْعارِ التي قَام بنَشْرِهَا أحُد البَاعَةِ على موقع الاستطلاعات الصينى الشهير داتشونغ ديانبينغ [الإنجليزية] مائة واثنتي عشر صِنْفًا بمَا في ذلك عَدَدٌ مِنَ الحيوانات البرية. كما ذَكَرَتْ جريدة جنوب الصين الصباحية بتاريخ 29 كانون الثاني/يناير 2020، عَنْ عرض ما يقرب من مائة وعشرين صنفٍ من الحيوانات البرية تعود لخمسة وسبعين نوعًا مِنْ أنْوَاعِ الحيونات
شَمُلَت الأصْنَافُ المُبَاعَة في سوق ووهان إضافَةً إلى المَأكولات البحرية، وَذلك وفْقَا لتَقَارير الوَسَائل الإعلامية على:
- الغُرَيْر[23]
- القنادس[24]
- الجمال[4][23]
- الدجاج[25]
- القط الزباد[26]
- التماسيح[4]
- الكلاب[26]
- الحمير[23]
- جبن الإمنتال[27]
- الثعالب[4]
- السمادل العملاقة[4]
- القنافذ[27]
- الأعشاب[27]
- دببة الكوالا[28][29][ب]
- المرموط[25]
- النعامية[8]
- القضاعات[26]
- أم قرفة[30]
- الطواويس[4]
- التُّدْرُج[9]
- الخنازير[23]
- الدعلج[4]
- أعضاء الأرانب[31]
- الجرذان[4]
- الخرفان[23]
- الثعابين (بما فيها ثعبان غضوب الصيني)[32]
- البهارات[22]
- الأيائل المرقطة[31]
- السلاحف[4]
- الخضار[4]
- جراء الذئاب[4]

## الاشتباه في صلته بجائحة فيروس كورونا
تفشى الالتهاب الرئوي العنقودي في ووهان في شهر كانون الأول/ديسمبر عام 2019. وَبحُلُول الثاني من كانون الثاني/يناير بداية عام 2020، تَأكَّدَ ظهور سُلالة جَديدة مِن الفيروسات التاجية، أٌطْلِق عَليها اسمُ سارس كوف 2، وأصيب بها نحو 41 شَخْصًا شخصت حالتهم على أنهم مصابون بالالتهاب الرئوي، كان قد تَعَامَل أكْثَرُ مِن ثُلثيهم بصورة مباشرة مع سوق ووهان. وَبحُكْمِ أنَّ الفَيْروسَات التَّاجية السابقة متل ميرس كوف وفيروس سارس كانت قد انتشرت بشكل رئيسٍ بين الحَيوانات، وَبناءً على هذا ظهرت صلة الوصل بين السوق وتفشي الالتهابات الرئوية، وَاشْتُبه في أنَّ العدوى كانت قد انتقلت من الحيوانات إلى البشر (مرض حيواني المنشأ). وكان الاشتباه في بادئ الأمر إلى أنَّ مصدر العدوى كان من الثعابين أو الخفافيش، نظرا إلى المجموعات المتنوعة من الحيوانات البرية التي تُباع في السوق. مع بقاء مسألة بيع الخفافيش في هذا السوق مبهمة وغير واضحة. وأشارت الدراسات اللاحقة إلى أن حيوانات أم قرفة قد تكون المضيف الوسيط للفيروس القادم من الخفافيش. ومع ذلك، وبناءًا على أنَّ الخفافيش كانت مصدر الفيروس، إلا أنَّه من غير المؤكد أنَ حيوان أم قرفة كان المضيف الوسيط.
وَعَلى الرَّغْمِ مِن الدَّور الهَام الذي لعبته سوق ووهان في انتشار هذا الوباء، إلا أنَّهُ لمْ يتَّضِح بَعد مَا إذا كَانَت هذه الجَّائِحَة الجديدة كانت قد بدأت في سوق ووهان أم لا. حيث كان أقرب تاريخ لظهور الأعراض الأولى والتي أُبلغ عنها في الأول من كانون الأول/ديسمبر 2019، لدى شّخْص لمْ يتعرض أو يخالط البتة سوق ووهان وكذلك الأمر بالنسبة لأربعين شخصًا آخرين. كما نُشِرت دِراسَة في مجلة «ذا لانسيت» قام بالعمل عليها عدد كبير من الباحثين الصينيين من عدة مؤسسات، قُدِّمَتْ فيها تَفَاصيلٌ عَنْ حالة أول 41 مَريضًا من الذين أكدث إصابتهم بعدوى كوفيد-19. وَأظْهَرت سِجلاَّت بَيَانَاتِهم عن أنَّ 13 من أصل 41 شخصاً مصابين بعدوى فيروس كورونا المستجد، لمْ يَكُن لَهُم أي صِلَةٍ بسوق ووهان، وهو مؤشر مهم بحسب زعم أخصائي الأمراض المعدية دانيل لوسي [الإنجليزية]. وفي نشرة لاحقة، ذكرت مجلة «ذا لانسيت» أنَّه ومِنْ بينِ أوَّلِ 99 شَخصًا أكدت إصابتهم بعدوى كوفيد-19 في مستشفى ووهان جينينتان ما بين 1 إلى 20 يناير 2020، كان حوالي 49 شخصًا قد تعرضوا لسوق ووهان. وَمَعَ ذَلك، لمْ تَتَطَرَّق النشرة إلى ما إذا كانت السُّوق هي منبع الجائحة أو مُجَرَّدَ حَلَقَةِ وصلٍ رئيسة في انتشاره.
وَفي مُحاولة لاكتشاف أصْل جائحة كوفيد-19، جُمِعَت عَيّنات من الحَيوانات الموجودة في السوق في الفترة الممتدة بين 1 إلى 12 كانون الثاني/يناير 2020. وَفَي أواخر كانون الثاني/يناير 2020، كَشَف المَرْكز الصيني لمكافحة الأمراض والوقاية منها عن العثور على الفيروس في 33 عينة من أصل 585 عينة جمعها وكان مصدر 31 منها منطقة السوق الغربية حيث تباع الحيوانات البرية بشكل خاص. وَأعْطَت هذه النتيجة مُؤشِّرا آخرَ عَلى الدَّور الذي لعبهُ سوق ووهان، وَلكِن وَحَتَّى الآن لم يتم الإعلان رسميا عن سوق ووهان على أنَّه مركز تفشي هذه الجائحة. وفي مراجعة نشرت 24 كانون الثاني/يناير 2020 أشير إلى عدم ارتباط سُوق ووهان بحالات العدوى بفيروسكوفيد-19 خارج الصين.

## الاستجابة

### إغلاق السوق
في الأول من كانون الثاني/يناير 2020 أغلقت السلطات الصحية سوق ووهان لإجراء التحقيقات وتنظيف الموقع وتطهيره. وفي ذلك الوقت، ذكرت وكالة أنباء شينخوا الصينية الحكومية أنه كان قد أغلق بغرض تجديده.

### حظر تجارة الحيوانات البرية
وفي 22 كانون الثاني/يناير 2020، أُعلن عن حظر بيع جميع المنتجات الحيوانية البرية في ووهان.
وفي 24 شباط/فبراير 2020، أعلنت الحكومة الصينية عن حظر تجارة واستهلاك جميع منتجات الحيوانات البرية في جميع أنحاء الصين، وسط تصاعد الانتقادات المحلية لهذه الصناعة. عَلى الرَّغْم من أن هذا الحظر لا يشمل استهلاك المنتجات الحيوانية البرية في الطب الصيني التقليدي، وفقا لصحيفة نيويورك تايمز.